# 2028
2028 (MMXXVIII) — високосний рік за григоріанським календарем. Починається у суботу.

## Події
- 8 травня — президентські вибори на Філіппінах.
- 26 жовтня — астероїд (35396) 1997 XF11 підлетить до Землі на відстань 930 000 км.
- 7 листопада — президентські вибори у США.

## Події без точної дати
- Літні Олімпійські ігри.
- Приблизно у 2028 році населення Землі досягне 8 млрд осіб.
- Можливе запровадження валюти Афро у країнах Африканського союзу.